# داكتاون (نيو برونزويك)
داكتاون (بالإنجليزية: Doaktown, New Brunswick)‏ هي بلدة تقع في كندا في Northumberland County. يقدر عدد سكانها بـ 793 نسمة وترتفع عن سطح البحر 30 متر.

## أعلام
- نورمان بيتس